# Hải quân Quốc gia Khmer
Hải quân Quốc gia Khmer (tiếng Pháp: Marine Nationale Khmère – MNK; tiếng Anh: Khmer National Navy – KNN) là quân chủng hải quân Quân lực Quốc gia Khmer (FANK) và là lực lượng quân sự chính thức của nước Cộng hòa Khmer trong cuộc nội chiến Campuchia năm 1970–1975. 

## Lịch sử

### Hình thành năm 1954
Hải quân Hoàng gia Khmer (tiếng Pháp: Marine Royale Khmère - MRK) được thành lập vào ngày 1 tháng 3 năm 1954, để cung cấp hạn chế đội tuần tra bờ biển hàng hải của Campuchia và các vùng lãnh hải, vùng tiếp giáp lãnh hải, giám sát an ninh các cảng nước sâu chính yếu và đường thủy chủ yếu. Hải quân Hoàng gia Khmer được thành lập với nguồn nhân lực ban đầu chỉ gồm 600 sĩ quan và thủy thủ được đặt dưới quyền một sĩ quan cao cấp của Pháp, đóng vai trò Trưởng ban Hải quân (tiếng Pháp: Chef des Opérations Navales). Họ chỉ cấp cho một ít tàu hải quân cũ của Pháp từ thời Thế chiến II được mang sang Campuchia sau khi cuộc chiến tranh Đông Dương lần thứ nhất kết thúc, bao gồm tàu tuần tra hạng nhẹ do Pháp sản xuất (tiếng Pháp: Vedettes), Tiễu vận đĩnh (Landing Craft Vehicle Personnel - LCVP) và Quân vận đĩnh (Landing Craft Mechanized - LCM) (6). Hầu hết tài sản và viên chức cùng với trụ sở hành chính của Hải quân Hoàng gia Khmer đều neo đậu tại các trạm ven sông thuộc địa cũ của Pháp nằm ở bán đảo Chhangwar Chrui qua sông Mekong ở ngoại ô Phnôm Pênh. Tuy nhiên, các cơ sở nhỏ bé đã chứng minh tính không phù hợp rằng Bộ chỉ huy Hải quân đã chỉ định cập bến một chiếc tàu chiến ven sông do Pháp sản xuất mang tên La Payotte, được neo đậu dài hạn tại căn cứ Chrui Chhangwar.

### Phát triển (1955–1964)
Dựa theo hình mẫu của Hải quân Pháp, Hải quân Hoàng gia Khmer nhận được sự huấn luyện, hỗ trợ kỹ thuật và nguyên vật liệu chủ yếu từ Pháp và Mỹ. Lúc đầu, quân chủng hải quân Campuchia tiếp tục phát triển mau lẹ dưới sự bảo trợ của Pháp từ năm 1955 và 1957 - ở giai đoạn này, phái đoàn quân sự Pháp tại Campuchia (French Military Mission in Cambodia - FMMC) đã giúp cải tạo, xây dựng mới các hải cảng, cung cấp sự trợ giúp về kỹ thuật, các chương trình huấn luyện và phân phát các trang thiết bị giám sát. Vào đầu thập niên 1960, Hải quân Hoàng gia Khmer cũng bắt đầu nhận được sự hỗ trợ bổ sung từ chương trình viện trợ của phái đoàn viện trợ quân sự Mỹ (United States Military Assistance Advisory Group - USMAAG). Tại Phnôm Pênh, căn cứ hải quân Chrui Chhangwar chật chội đã được hiện đại hóa và phát triển phù hợp với một bến tàu mới mẻ được thiết kế cho các loại tàu ven sông cỡ lớn và làm trụ sở của Trường Huấn luyện Hải quân được thành lập vào tháng 1 năm 1955 để huấn luyện thủy thủ đoàn và các cán bộ chuyên ngành khác. Một căn cứ hải quân ven biển được xây dựng tại Ream, gần thành phố cảng mới xây là Sihanoukville (đến năm 1970 thì đổi lại là Kampong Som), được trang bị với một ụ nổi trong khi hạm đội mặt biển nhỏ nhoi của Hải quân Campuchia được tăng cường vào thời điểm bổ sung mười lăm chiếc tàu trên sông, biển của Anh và Mỹ do chính phủ Pháp tặng. Theo chương trình viện trợ của USMAAG, Hải quân Campuchia nhận được ba chiếc Trợ chiến hạm (Landing Craft Support - LSSL), bốn Giang vận hạm (Landing Craft Utility - LCU/YFU), hai Tàu trục vớt dài 63 foot (Combat Salvage Boat - CSB) được trang bị súng máy hạng nặng 12,7mm, năm tàu LCM (8) LCU và nhiều tàu đổ bộ LCM (6).

### Trung lập (1964–1970)
Đến tháng 11 năm 1963, tổng quân số Hải quân Hoàng gia Khmer đã phát triển lên tới 1,200 hạ sĩ quan và thủy thủ dưới sự chỉ huy của Đại tá hải quân (tiếng Pháp: Capitaine de vaisseau) Pierre Coedes, một sĩ quan hải quân người Campuchia gốc Pháp và kiêm nhiệm chức vụ Trưởng ban Hải quân cho đến năm 1969 thì được thay thế bởi Thiếu tá (tiếng Pháp: Capitaine de corvette) Vong Sarendy. Tuy nhiên, sự mở rộng đều đặn đã bị ngưng lại vào năm 1964 khi Campuchia thực hiện chính sách trung lập dẫn đến chấm dứt chương trình viện trợ của USMAAG. Mất đi sự hỗ trợ của Mỹ, Hải quân Hoàng gia Khmer tiếp tục dựa vào Phái bộ quân sự Pháp để nhận sự huấn luyện kỹ thuật cơ bản quan trọng cho nhân viên hải quân, sau đó nhận được một số trợ giúp từ Trung Quốc và Nam Tư. Từ năm 1965 đến 1969, các nước này sau giao ba Pháo hạm lớp Yulin và hai tàu ngư lôi TC-101 (sớm trả lại vì không sử dụng được do tai nạn và thiên tai), trong khi Pháp viện trợ một Thiết giáp hạm lớp EDIC (Landing Ship Tank - LST) cho nhiệm vụ vận tải ven biển. Giống như các quân chủng khác của Quân lực Quốc gia Khmer, khả năng quân sự của Hải quân Campuchia vào cuối thập niên 1960 vẫn ở mức thấp và những nhiệm vụ mà họ thực hiện phản chiếu như lực lượng giang tuần hoặc tuần duyên thời bình chứ không phải là một lực lượng hải quân thực sự. Vì vậy, các hoạt động của Hải quân Hoàng gia Khmer bị hạn chế vào việc tuần tra nội địa trên sông Bassac, sông Mekong và Tonle Sap ở vùng lân cận Biển Hồ trùng tên trong khi các chiến dịch trên biển chỉ giới hạn tuần tra ven biển thường xuyên trong vịnh Thái Lan.

### Tổ chức trước năm 1970
Nhân lực của Hải quân Quốc gia Khmer vào tháng 2 năm 1970 đã lên đến khoảng 1,600 hạ sĩ quan và thủy thủ dưới sự chỉ huy của Đại tá hải quân (tiếng Pháp: Capitaine de vaisseau) Vong Sarendy, người phụ trách một hạm đội nhỏ gồm hai đội tàu (biển và ven sông) và một liên đoàn huấn luyện. Họ được tổ chức như sau:  
- Lực lượng tuần giang, Bộ chỉ huy đặt tại căn cứ hải quân ven sông Chhangwar Chrui lấy một chiếc Quân vận đỉnh (Landing Craft Infantry - LCI) của Mỹ dùng làm tàu vũ trang tiếp tế ven sông, ba xuồng máy bảo vệ cảng (Harbour Defence Motor Launches - HDML), bốn Dương vận đỉnh (Landing Craft Tank - LCT) của Mỹ, một tàu LCT của Anh và một số lượng không xác định gồm tàu LCM (6) và LCVP.
- Lực lượng hải tuần, Bộ chỉ huy đặt tại căn cứ hải quân Ream lấy một chiếc Giang pháo hạm (Landing Ship Infantry Large - LSIL/LCI) của Mỹ nhằm hỗ trợ pháo hạm ven biển, ba Hộ tống hạm lớp PC-461, ba Pháo hạm lớp Yulin của Trung Quốc, hai thuyền cứu hộ (Rescue Boat - RB) của Mỹ, một Dương vận hạm lớp EDIC (Landing Ship Tank - LST) của Pháp, ba thuyền trợ vận hạng nhẹ (Light Tug - LT) của Mỹ, cộng với một số tàu LCM (6).
- Liên đoàn huấn luyện, trụ sở đặt tại Trường Đào tạo Hải quân ở Chrui Chhangwar, có bốn LCM (6) và hai LCVP chỉ sử dụng duy nhất cho mục đích hướng dẫn.

Nguồn khí tài của Hải quân Quốc gia Khmer còn bao gồm một số lượng nhỏ tuần duyên và hải tuần của Mỹ, Thái Lan và Việt Nam Cộng hòa bị bắt giữ trong khi đi lạc vào lãnh thổ Campuchia. Các tàu bị bắt bao gồm một phiên bản Giang phong đĩnh trang bị bích kích pháo (River Monitor Howitzer - MON), một Quân vận đĩnh LCM và hai Tiểu vận đĩnh LCVP lấy từ Hải quân Việt Nam Cộng hòa (VNN), cộng thêm hai xuồng bay Hurricane Aircat do Quân Giải phóng miền Nam Việt Nam chiếm được từ tay Lực lượng đặc biệt của Mỹ vào tháng 9 năm 1967 và một LCU-1466 của Hải quân Mỹ đã vô tình tiến vào vùng biển Campuchia trong tháng 7 năm 1968; ngoài ra, có 10 chiếc thuyền đánh cá của ngư dân Thái Lan bị bắt giữ sau khi bị dạt vào bờ dọc theo bãi biển do thời tiết khắc nghiệt.
Căn cứ hải quân chính được đặt tại bán đảo Chhangwar Chrui (trong đó có chứa các Bộ chỉ huy Hải quân Quốc gia Khmer, Trường Đào tạo Hải quân và các đội tàu tuần giang) ở ngoại ô Phnôm Pênh và ở Ream, sau này phục vụ không chỉ là Bộ tư lệnh hạm đội mà còn cả Thủy quân lục chiến Campuchia - bao gồm bốn tiểu đoàn hải quân binh (tiếng Pháp: Bataillons de Fusiliers Marins - BFM) duy trì chủ yếu dành cho quốc phòng tĩnh và một đơn vị người nhái theo kiểu UDT (Underwater Demolition Team, biệt đội phá hoại dưới nước) do Pháp huấn luyện (tiếng Pháp: Nageurs de Combat) đảm nhận các hoạt động cứu hộ, dọn dẹp chướng ngại vật và phá hoại dưới nước.

### Tái tổ chức (1970–1972)
Hải quân Quốc gia Khmer (tiếng Pháp: Marine Nationale Khmère – MNK) chính thức thành lập vào ngày 9 tháng 10 năm 1970 dựa trên Hải quân Hoàng gia Khmer, hạm đội của Hải quân Campuchia được giao trọng trách hộ tống các đoàn tàu tiếp liệu trên hành lang hạ lưu sông Mekong-Bassac. Các hoạt động này được thực hiện cùng với Không quân Quốc gia Khmer (KAF) chuyên phụ trách không yểm từ giữa năm 1971 cho đoàn hộ tống Hải quân Quốc gia Khmer cùng với chiếc trực thăng vũ trang hạng nặng Douglas AC-47D Spooky và AU-24A Stallion. Ngoài ra, Hải quân còn cung ứng hỗ trợ hậu cần (bao gồm cả khâu vận chuyển quân đội và sơ tán người bị nạn) cho lục quân Quân lực Quốc gia Khmer. Vào giai đoạn này, Hải quân Quốc gia Khmer được Hải quân Việt Nam Cộng hòa hỗ trợ trong vai trò mới bằng cách giúp mở rộng sự bảo vệ đoàn tàu hộ tống cho đến tàu vận tải thương mại ven sông và giúp tuần tra bờ biển Campuchia để ngăn chặn các tuyến đường vận tải trên biển của Việt Nam Dân chủ Cộng hòa.
Ngay khi Hải quân Quốc gia Khmer vừa được tái cấu trúc mới vào cuối năm 1971 đã đủ kinh nghiệm để bắt đầu tự đảm trách hộ tống riêng biệt và các hoạt động tuần tra chiến đấu, không ngừng mở rộng tài sản hải quân và các cơ sở hỗ trợ rất cần thiết. Hai căn cứ hải quân trước đây đều được hiện đại hóa, số khác thì lập thêm hai trạm ven sông trên hành lang hạ lưu sông Mekong tại Neak Leung tỉnh Kandal, và tại thủ phủ tỉnh Kampong Chhnang, trên sông Tonle Sap. 

#### Phòng thủ và xung kích
Sau khi xảy ra một số cuộc tấn công chống lại các tàu buôn neo đậu tại căn cứ hải quân Chrui Chhangwar vào đầu năm 1972, Bộ Tư lệnh Hải quân Quốc gia Khmer đã cho thành lập đơn vị phòng thủ bến cảng cấp trung đoàn mang tên 'Choc Commandos' (tiếng Pháp: Commandos de Choc) bao gồm hai tiểu đoàn bộ binh, để tuần tra và bảo vệ những bến cảng trọng yếu. Tiểu đoàn 1 Choc Commando (tiếng Pháp: 1ér Batallion Commando de Choc - 1 BCC) và Tiểu đoàn 2 Choc Commando (tiếng Pháp: Batallion 2éme Commando de Choc - 2 BCC), lần lượt đóng quân tại Chrui Chhangwar và Ream, Hải quân binh lo phụ trách hoạt động tuần tra bờ sông kiêm luôn vai trò hỗ trợ nhiệm vụ cho các tiểu đoàn này. Một đơn vị biệt hải SEAL do Mỹ huấn luyện được tổ chức vào giữa năm 1973, đảm nhận thực hiện các nhiệm vụ trinh sát dọc theo bờ sông Mekong và là đoàn quân thiện chiến chuyên về hành quân đổ bộ.

### Mở rộng (1973–1974)
Năm 1970, Hải quân Quốc gia Khmer bắt đầu nhận được dòng tàu ven sông hiện đại do Mỹ chế tạo sau khi Hải quân Mỹ giải tán Lực lượng ven sông cơ động (Mobile Riverine Force, viết tắt MRF) hay còn gọi là "Thủy đội nước nâu" tại Việt Nam, và bàn giao các đơn vị này cho quân đồng minh Đông Nam Á theo chính sách "Việt Nam hóa chiến tranh". Việc chuyển giao tiếp tục cho đến năm 1973, giúp Hải quân Quốc gia Khmer chuẩn hóa các bảng thiết bị của mình theo kiểu Mỹ và dần dần loại bỏ những tàu thuyền cũ kĩ, lỗi thời từ thời Pháp thuộc và khối phía Đông còn sót lại.
Quá trình mở rộng ban đầu vào tháng 12 năm 1973 làm gia tăng quân số khoảng 13,000-14,000 người, tổng quân số Hải quân Quốc gia Khmer đạt được vào tháng 9 năm 1974 lên tới 16,500 người dưới sự chỉ huy của Trưởng ban Hải quân, Phó Đề đốc Vong Sarendy, khoảng một phần ba quân số được chuyển đổi thành thủy quân lục chiến. 10,000 quân còn lại gồm thủy thủ và hạ sĩ quan được chuyển giao cho một hạm đội thủy bộ gồm 171 tàu các loại, chủ yếu là các loại tàu tuần tra, ven biển và đổ bộ.
Tàu tuần tra chiến đấu và hộ tống gồm ba chiếc Trợ chiến hạm (Landing Craft Support - LCS/LSSL), 20 chiếc Duyên tốc đĩnh (Patrol Craft Fast - PCF) Inshore Mark Mk 1 và 2 (còn gọi là "thuyền Swift"), 64 chiếc Tuần giang đĩnh (PBR) Mk 1 và 2 (còn gọi là "Bibber"), bảy chiếc Tiền phong đĩnh thủy bộ (Rivier Monitor hoặc Monitor - MON, tức tàu ven sông trang bị trọng pháo, còn gọi là "Giang chiến hạm" hoặc "Xung kích đỉnh") - trong số này có sáu phiên bản Monitor loại bích kích pháo (H) được trang bị pháo 40 ly và pháo 105 ly M49 và một phiên bản Monitor (F) được trang bị súng phun lửa M10-8 (còn gọi là "Zippo"), bốn chiếc Trợ chiến đĩnh Mk 1 (Assault Support Patrol Boats - ASPB, còn gọi là "tàu Alpha") và hai chiếc thuyền duyên tốc/thuyền trợ vận (Patrol Craft/Tug - YTL). Đối với hoạt động vận chuyển quân, tấn công đổ bộ và hậu cần, Hải quân Quốc gia Khmer đã đưa vào sử dụng hai Giang pháo hạm (Infantry Landing Ships - LSIL/LCI), bốn Giang vận hạm (Landing Craft Utility - LCU/YFU), 18 Quân vận đĩnh tác chiến (Armored Troop Carriers - ATC, còn gọi là "tàu Tango") – bao gồm ba ATC tiếp liệu và một ATC nạp đạn và 30 Quân vận đĩnh Mk 6 Mod 1-LCM (6) và năm Quân vận hạm LCU/LCM (8).
Tàu tiếp vận bao gồm hai Soái đĩnh (CCB, còn goi là "tàu Charlie"), năm Trục lôi hạm (Minesweeper River Boats - MSR/MSM), một Trục vớt đĩnh (Combat Salvage Boat - CSB), năm Trợ vận đĩnh (Yard Tug Light - YTL), hai Căn cứ tiếp tế lưu động (Mobile Support Bases - MSB), một cần trục nổi (Floating Crane - YD), và một ụ nổi (Drydock).

### Suy vong (1974–1975)
Bước vào mùa khô năm 1974–1975, Hải quân Quốc gia Khmer đã lâm vào tình cảnh khó khăn do bị ảnh hưởng bởi những chiến dịch thả thủy lôi trên sông Bassac và Mekong của Khmer Đỏ, nhằm mục đích ngăn chặn sự di chuyển của các đoàn tàu tiếp tế cho phép Cộng hòa Khmer đang bị vây hãm nhận được đạn dược, nhiên liệu và viện trợ rất cần thiết (bao gồm cả thực phẩm và vật tư y tế) vận chuyển phía thượng lưu từ miền Nam Việt Nam đến Phnôm Pênh. Những quả thủy lôi do Trung Quốc sản xuất đã được phía Bắc Việt sử dụng sớm trong chiến tranh nhằm chống lại những vụ vận chuyển thương mại, quân sự và dân sự dọc theo sông Mekong, nhưng chưa bao giờ lên tới quy mô như vậy. Mặc dù Hải quân Quốc gia Khmer có sở hữu khả năng rà phá thủy lôi, năm tàu quét thủy lôi MSR/MSM lại thiếu các thiết bị thích hợp giúp cho phi hành đoàn thực hiện nhiệm vụ thành công. Ngoài ra, quân nổi dậy kiểm soát bờ sông có thể đáp trả lại bất kỳ hoạt động bom mìn sâu rộng nào hầu như không thể hoặc quá tốn kém. Ngày 17 tháng 2 năm 1975, Bộ tư lệnh Hải quân Quốc gia Khmer buộc phải từ bỏ bất kỳ nỗ lực nhằm khai thông hành lang hạ lưu sông Mekong và Bassac và tất cả các hoạt động hộ tống đoàn tàu đã bị đình chỉ vô thời hạn.
Việc để mất Neak Leung và các thủy trạm tương ứng vào ngày 1 tháng 4, tất cả mọi tài sản trên sông của Hải quân Campuchia được lấy ra từ hạ lưu sông Mekong để giúp bảo vệ Phnôm Pênh, do đó đã hoàn toàn bóp nghẹt toàn bộ thủ đô Campuchia. Tuy nhiên động thái này đều vô hiệu bởi toàn bộ đội tàu nhỏ ven sông của Hải quân Quốc gia Khmer vẫn còn kẹt lại tại căn cứ hải quân Chrui Chhangwar trong những tuần cuối của cuộc chiến.

## Kết quả
Tháng 4 năm 1975, Hải quân Quốc gia Khmer đã mất đến 1/4 tàu chiến và 70% thủy thủ bị giết hoặc bị thương trong chiến đấu.
Trong số 103 người xếp hạng tốt nghiệp Học viện Hải quân vào năm 1973, chỉ còn lại ba người là sống sót qua đợt thanh trừng đại quy mô của Khmer Đỏ cuối thập niên 1970.

## Tư lệnh Hải quân
- Đại tá hải quân Pierre Coedes (1954–1969)
- Phó Đề đốc Vong Sarendy (1969–1975)

## Quân phục và phù hiệu

### Quân phục
Những sĩ quan cấp cao và hạ sĩ quan Hải quân Quốc gia Khmer đã tiếp nhận một bộ quân phục mới ở nước ngoài, bao gồm áo vét dài cài chéo mặc bó sát khoác đôi ngực màu xanh hải quân (tiếng Pháp: Vareuse) với cổ áo và ve áo mở, và có hai túi váy trong với vạt áo ngoài. Bộ áo vét có một cặp bốn nút ren rời níu chặt bằng kim loại mạ vàng và mặc kèm thêm áo sơ mi trắng cùng cà vạt đen, hoàn thành với chiếc quần màu xanh Hải quân. Năm 1974, những học viên tốt nghiệp Học viện Hải quân Campuchia tham dự các khóa học ở nước ngoài đều nhận được một bộ đồng phục duyệt binh mới, nhình bên ngoài là phỏng theo bộ đồng phục làm việc màu xanh của sĩ quan Hải quân Mỹ. Bộ quân phục diễn tập màu xanh mới của học viên sĩ quan Hải quân bao gồm một áo sơ mi sáu khuy không có cầu vai với hai túi ngực nổi không gấp nếp gần vạt nhọn và tay áo dài với khuy cổ tay áo. Và cái quần phù hợtrang Trong những dịp quan trọng, chiếc áo còn mặc kèm theo một chiếc cà vạt màu đen gấp vào vạt cài cúc phía trước. Giống như bên Lục quân và Không quân vậy, vào năm 1970-72 tất cả các quân nhân Hải quân – những ứng cử viên học viên sĩ quan theo học các khóa học tại Học viện Hải quân, thủy thủ đoàn, Hải quân binh và sau đó là tiểu đoàn an ninh Commandos de Choc đều dùng bộ quân phục OG 107 và bộ quân phục chuyên dụng màu rừng M1967 của Mỹ trong khi các biệt kích của lực lượng biệt hải SEAL Campuchia thành lập vào năm 1973 được dùng bộ quân phục ngụy trang màu rằn ri.

### Mũ trận
Loại mũ sắt do thủy thủ đoàn và thủy quân lục chiến Hải quân Quốc gia Khmer đội tương tự như mẫu mũ M-1 của Mỹ và M1951 của Pháp (tiếng Pháp: casque Mle 1951 OTAN) được cấp phát dựa theo tiêu chuẩn của Quân lực Quốc gia Khmer. Về sau sang thời Cộng hòa, tiểu đoàn hải quân binh được tiêu chuẩn hóa theo mẫu M-1 1964 được cung cấp với mẫu mũ ngụy trang Mitchell 'Cloud' của quân đội Mỹ, dù nhiều thủy thủ đoàn tàu và các pháo thủ hải quân vẫn tiếp tục đội loại mũ sắt cũ của Mỹ và Pháp trong suốt cuộc chiến. Đối với hoạt động diễu binh, thủy quân lục chiến được cấp túi lót mũ M-1 sơn trắng với mũ hiệu theo tiêu chuẩn Quân lực Quốc gia Khmer được tô ở phía trước và thanh màu sơn ở bên kèm theo dây buộc mũ màu trắng; sau năm 1970, loại mẫu tô mũ hiệu Quân lực Quốc gia Khmer đã thay thế cho loại mũ cũ của quân đội hoàng gia trước đó. Đến năm 1973, Biệt đội Hải cẩu Campuchia đã tiếp nhận loại mũ nồi màu đen với mũ hiệu Hải quân Quốc gia Khmer đặt phía trên mắt phải, kèm thêm nón rậm, mũ bóng chày, mũ nồi hay khăn trùm đầu trong bộ quân phục ngụy trang màu rằn ri. 

### Giày trận
Giày trận của Hải quân Quốc gia Khmer khá đa dạng. Hạ sĩ quan và thủy thủ thường mang loại giày da ó dây buộc thấp màu đen, nâu và trắng tương xứng với bộ lễ phục mặc trong các hoạt động quân chủng, dạo bộ hoặc những dịp quan trọng. Đối với hoạt động diễu binh, các sĩ quan thủy quân lục chiến và binh sĩ mang loại ủng bằng da đến mắt cá chân màu đen M1952 của Pháp (tiếng Pháp: Brodequins Modèle 1952) và loại nửa ghệt kiểu Pháp màu trắng với mặt viền và ghệt mắt cá phủ đến dưới đầu gối của ủng; học viên Học viện Hải quân ưa thích loại ghệt dài kiểu Mỹ màu trắng khi tiếp nhận bộ quân phục màu lam sẫm của họ vào năm 1974. Trên chiến trường, cả thủy thủ và lính bộ binh hải quân đều mang loại ủng hành quân M-1943 bằng da màu nâu của Mỹ hoặc loại ủng nhiệt đới 'Pataugas' bằng vải và cao su của Pháp cùng với dép; sau năm 1970, Hải quân Quốc gia Khmer giữ lại ủng quy định trước đó mặc dù loại ủng màu rừng và mẫu giày da màu đen M-1967 của Mỹ, mẫu ủng Bata của Việt Nam Cộng hòa đã sớm thay thế các mẫu ủng cũ. 

### Quân hàm
Hải quân Quốc gia Khmer sử dụng bảng quân hàm kiểu Pháp cùng một tiêu chuẩn của FARK/FANK như lục quân và không quân, mặc dù tên gọi khác nhau. Quân kỳ, sĩ quan cấp cao và sĩ quan cấp thấp (tiếng Pháp: Officiers généraux, officiers supérieurs et officiers subalternes) - bao gồm cả các đối tác của họ trong Hải quân binh và cấp bậc của những hạ sĩ quan (tiếng Pháp: Officiers mariniers) gắn trên những miếng cầu vai có màu sắc khác nhau (với vòng nguyệt quế bằng vàng được thêu trên rìa ngoài dành cho Phó Đề đốc hoặc dây đeo vai trượt giống với mẫu quân đội, với sự bổ sung của một mỏ neo chạm nổi ở bên trong. Tân binh và hạ sĩ quan thủy quân lục chiến (tiếng Pháp: Quartier-maîtres et matelots/fusiliers) đeo lon trên cả hai tay áo trên. Năm 1970, Hải quân Quốc gia Khmer cho thay đổi màu sắc cầu vai và dây đeo vai sang màu xanh theo đúng tiêu chuẩn hóa của Hải quân, trong khi các sĩ quan, hạ sĩ quan Hải quân và Thủy quân lục chiến tiếp nhận miếng phù hiệu đeo trên ngực cùng với bộ quân phục màu rừng do Mỹ viện trợ; mẫu cấp hiệu cổ áo bằng kim loại của quân đội còn được đưa vào sử dụng trong năm 1972.
- Matelot – Thủy thủ (không có phù hiệu)
- Matelot breveté – Thủy thủ lái tàu (một lon đỏ)
- Quartier Maître – Thuyền phó (hai lon đỏ)
- Quartier Maître Chef – Thuyền trưởng (một lon vàng trên hai lon đỏ hỗn hợp)
- Second Maître – Hạ sĩ quan trù bị (một lon vàng)
- Maître – Hạ sĩ quan (ba lon vàng)
- Premier Maître – Thượng sĩ hải quân (một vạch vàng trên một vạch bạc)
- Maître Principal – Thủy sư Thượng sĩ (một vạch vàng trên hai vạch màu bạc pha vàng sọc)
- Aspirant – Chuẩn úy hải quân (một vạch đường kẻ màu vàng)
- Enseigne de vaisseau de deuxième classe – Thiếu úy hải quân (một vạch vàng)
- Enseigne de vaisseau de première classe – Trung úy hải quân (hai vạch vàng)
- Lieutenant de vaisseau – Đại úy hải quân (ba vạch vàng)
- Capitaine de corvette – Thiếu tá hải quân (hai vạch vàng pha bạc trên ba vạch vàng pha bạc)
- Capitaine de frégate – Trung tá hải quân (hai vạch vàng trên ba vạch vàng)
- Capitaine de vaisseau – Đại tá hải quân (hai vạch vàng trên ba vạch vàng)
- Vice-Amiral – Phó Đô đốc (ba sao vàng)
- Contre-Amiral – Chuẩn Đô đốc/Đề đốc (hai sao vàng)
- Amiral – Đô đốc/Phó Đề đốc (một sao vàng)

### Quân hiệu
Không có cấp hiệu trong Hải quân Quốc gia Khmer, mặc dù khi mặc các bộ đồ chiến phục màu rằn ri OG của Mỹ, những kỹ năng và nghề nghiệp của nhân viên hải quân được xác định bởi các loại phù hiệu cổ áo hoặc bằng miếng ghim kim loại và kiểu vải thêu. Hạ sĩ quan hải quân thường chỉ được đeo trên cổ áo trái và trên cả hai cổ áo đối với tân binh: 
- Hoa tiêu (Manuvrier) – cặp ống nhòm xếp chéo cờ hiệu;
- Thủy thủ lái tàu (Timonier) – bánh lái sáu tay quay;
- Điện đài viên (Telegrafiste) – tia chớp chồng lên trên một bánh quay bay hoặc thuyền một cột buồm;
- Pháo thủ (Canonier) – đại bác chéo nhau;
- Sĩ quan quân trang (Armurier) – đại bác chồng lên trên một bánh răng;
- Thợ máy (Mechanicien) – thuyền cánh quạt chèn vào một bánh răng;
- Thợ điện (Electricien) – máy phát điện với sáu tia chớp;
- Hạ sĩ quan lái tàu (Fourrier/Fourrière) – lá năm cánh;
- Thư ký (Secretaire) – Chùm chữ chéo nhau;
- Thợ đóng tàu (Ouvrier naval) – cặp rìu chéo nhau;
- Chiêu đãi viên (Maître d'Hotel) – vòng hoa nguyệt quế trên một đường ba làn sóng;
- Sĩ quan hậu cần/Thủ kho (Commissaire) - hoa sen;
- Kỹ sư dân dụng (Ingénieur Civile) – tháp chùa và mỏ neo chèn vào một bánh răng;
- Lính thủy/Hải quân binh (Fusilier-Marin) – khẩu súng trường chéo nhau;[21]